# Đội tuyển bóng đá U-23 nữ quốc gia Anh
Đội tuyển bóng đá U-23 nữ quốc gia Anh là một đội tuyển bóng đá trẻ nằm dưới sự điều hành của Hiệp hội bóng đá Anh. Vai trò chính của đội tuyển U-23 là tạo điều kiện để các cầu thủ trong độ tuổi dưới 23 chuẩn bị trước khi lên đá cho đội tuyển quốc gia. Đôi khi các cầu thủ đã thi đấu cho đội tuyển quốc gia lại trở về thi đấu cho đội U-23 như trương hợp của Casey Stoney tại Nordic Cup 2005 khi đã có 30 trận ở cấp độ quốc tế. Các cầu thủ cũng có thể thi đấu cho một quốc gia ở lứa trẻ nhưng sau đó lại thi đấu cho một đội tuyển quốc gia khác khi lớn (nếu đủ điều kiện). Helen Lander và Kylie Davies quyết định khoác áo Wales sau khi đá cho U-23 Anh, trong khi Sophie Perry lựa chọn chơi cho Ireland.

## Lịch sử
Vào tháng 2 năm 1987 Women's Football Association (WFA) chỉ định Liz Deighan làm người dẫn dắt một đội bóng đá U-21 nữ. Deighan từng là cầu thủ quan trọng trong đội tuyển Anh dự Giải vô địch bóng đá nữ châu Âu 1984. Bốn năm sau đội phải ngừng hoạt động vì WFA không còn kinh phí. Tám cầu thủ Anh tham dự Giải vô địch bóng đá nữ thế giới 1995 từng góp mặt trong đội U-21 của Deighan, trong đó có Pauline Cope, Karen Burke và Louise Waller.
Hè năm 2004, Hiệp hội bóng đá Anh (FA) quyết định tái thành lập đội U-21 để tạo điều kiện cho các cầu thủ trẻ thi đấu. Huấn luyện viên của đội, Hope Powell, đồng thời cũng là huấn luyện viên đội tuyển quốc gia, duy trì đội U-21 từ năm 2004 tới 2008.
Vào năm 2008 đội tuyển trẻ U-21 được chuyển giao thành đội U-23. Đội thường xuyên là khách mời tham dự giải giao hữu Nordic Cup dành cho các đội tuyển Bắc Âu.

## Huấn luyện viên
- Liz Deighan (1987–1992)
- Brent Hills (2004–2013)
- Marieanne Spacey (2013–2018)
- Mo Marley (2021–nay)